# Hosseusia eoa
Hosseusia eoa är en fjärilsart som beskrevs av Louis Beethoven Prout 1931. Hosseusia eoa ingår i släktet Hosseusia och familjen mätare. Inga underarter finns listade i Catalogue of Life.